# Biblioteca de Galícia

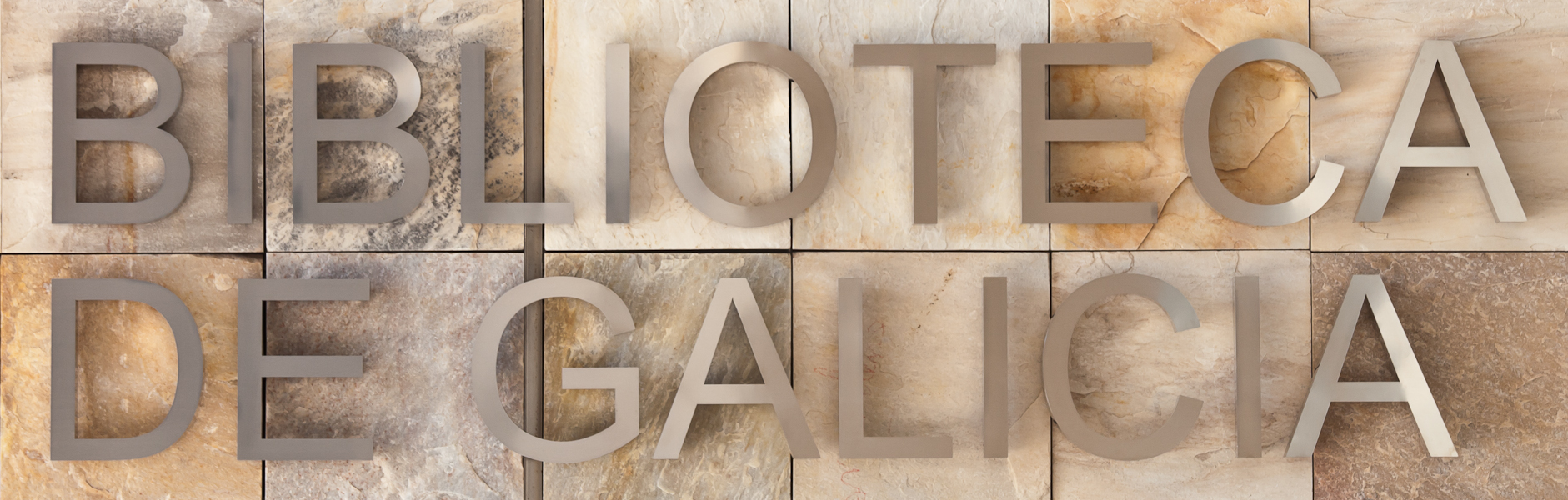

La Biblioteca de Galícia és la biblioteca capçalera del sistema bibliotecari gallec. Fou dissenyada per l'arquitecte estatunidenc Peter Eisenman i forma junt amb sis altres edificis la Ciutat de la Cultura de Galícia, localitzada a Santiago de Compostel·la.

## Característiques

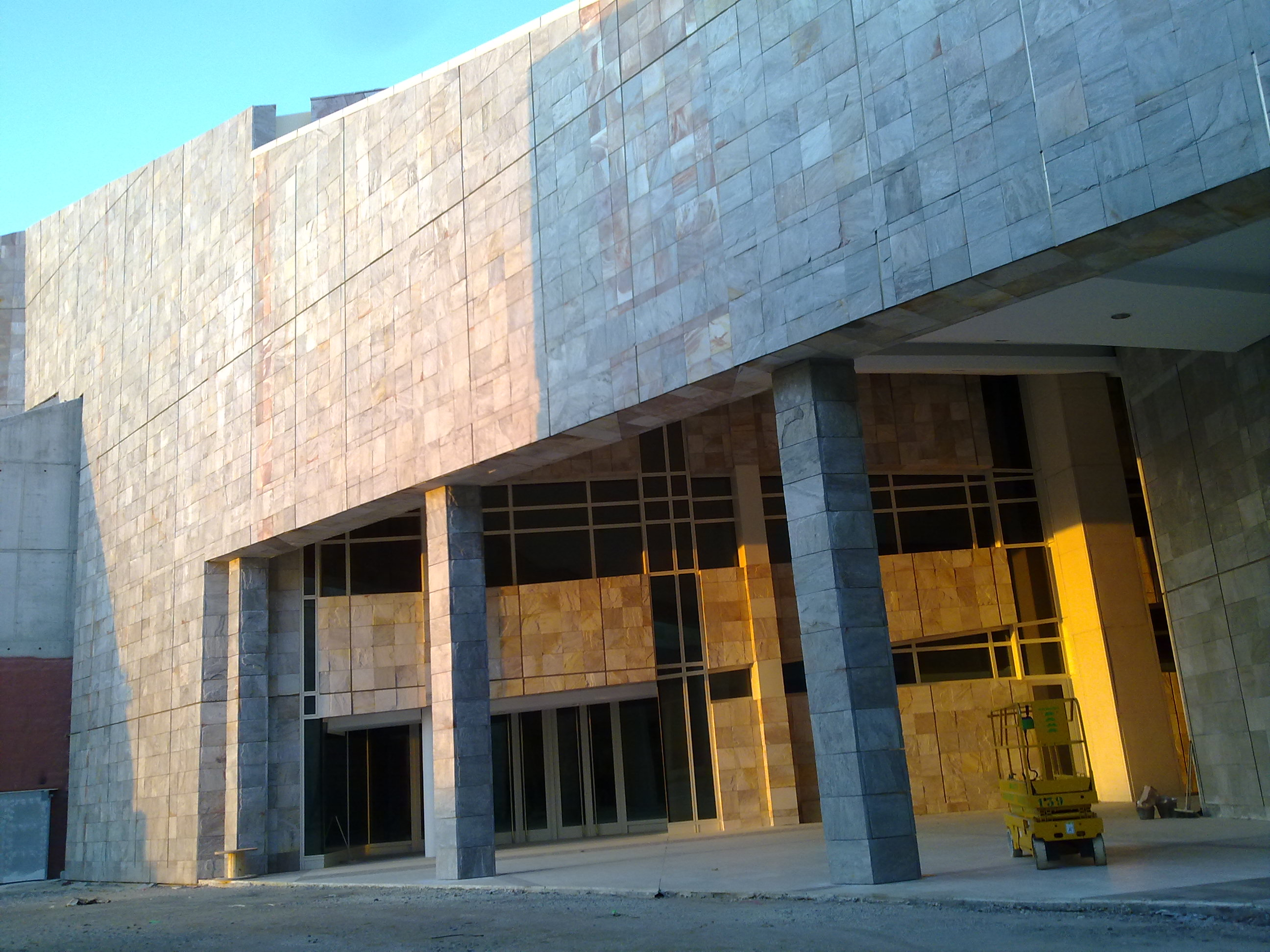
Biblioteca de Galícia

Representa el sistema bibliotecari gallec davant tots els organismes, fòrums i plataformes internacionals del món bibliotecari. La Xunta de Galícia la va inaugurar l'11 de gener de 2011. La Biblioteca arrencà amb més de 250.000 volums, sense comptar premsa, i un equip de trenta experts al capdavant. En l'actualitat ronda el milió de volums.
Compta amb 15.702 m² útils, distribuïts en sis altures.

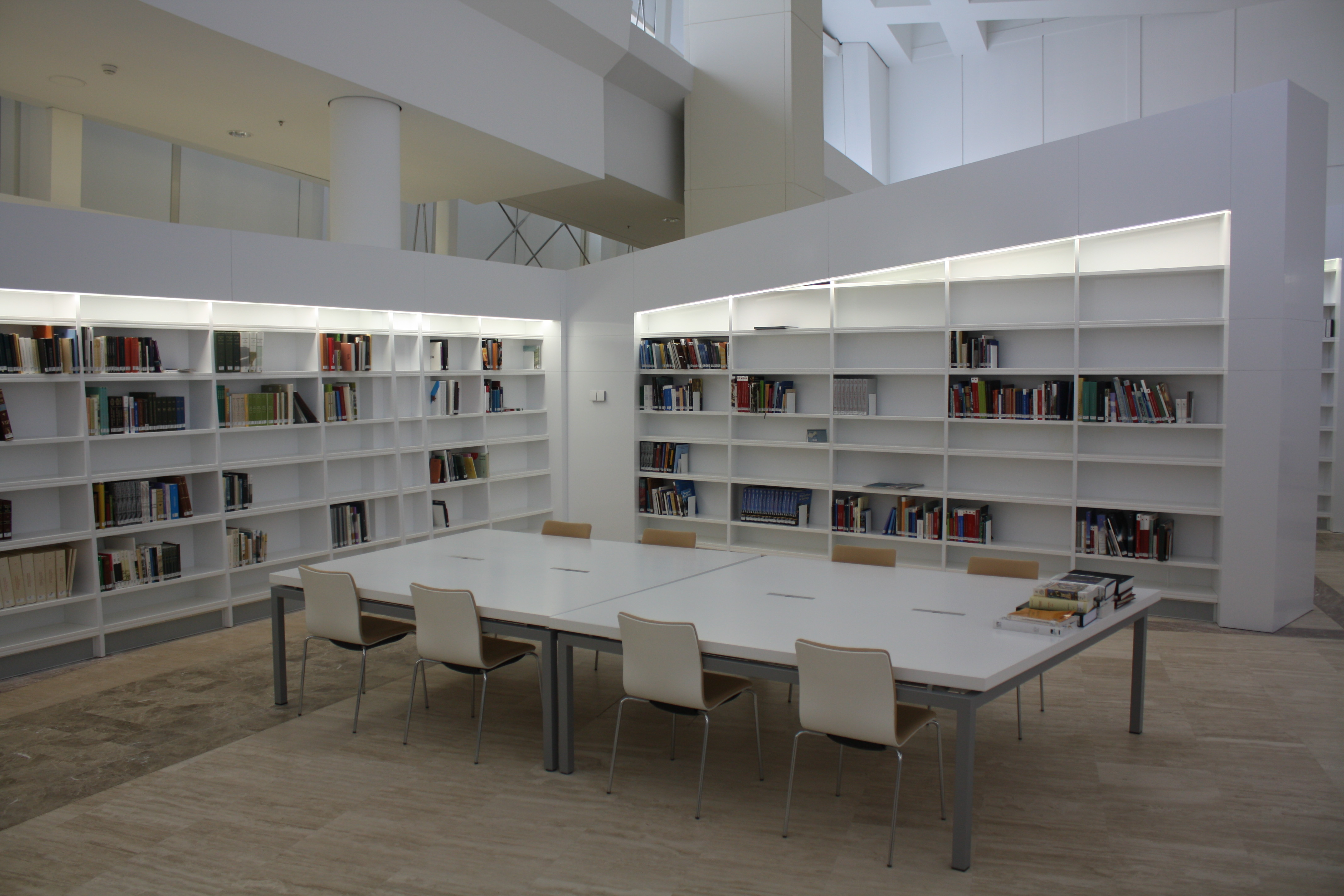
Interior.

La biblioteca, la missió de la qual és reunir, conservar i difondre el patrimoni bibliogràfic de Galícia i tota la producció impresa, sonora, audiovisual o informàtica vinculada, guarda en la seva col·lecció des de volums del segle xvi, manuscrits o primeres edicions dels autors del Rexurdimento fins a cartell de festes, reflex de la història del país. Endemés, promociona i difon la cultura gallega, facilitant l'accés al patrimoni bibliogràfic gallec, ja sigui de manera presencial o virtual, i serà una peça clau per a les activitats culturals relacionades amb el llibre, la lectura i les biblioteques. En aquest marc, destinarà recursos especials a la promoció de la literatura infantil i juvenil en gallec, potenciant el seu valor i la diversitat cultural.
Tant els ciutadans en general com el públic professional poden accedir a la informació rellevant per a usos culturals i educatius.
Entre les col·leccions que alberga la biblioteca hi ha els fons bibliogràfics de Isaac Díaz Pardo, Rodolfo Nuñez de las Cuevas, Basilio Losada, Xesús Alonso Montero, Carlos Casares, Luis Losada Espinosa, Agustín Sixto Seco o Celso Collazo Lema.

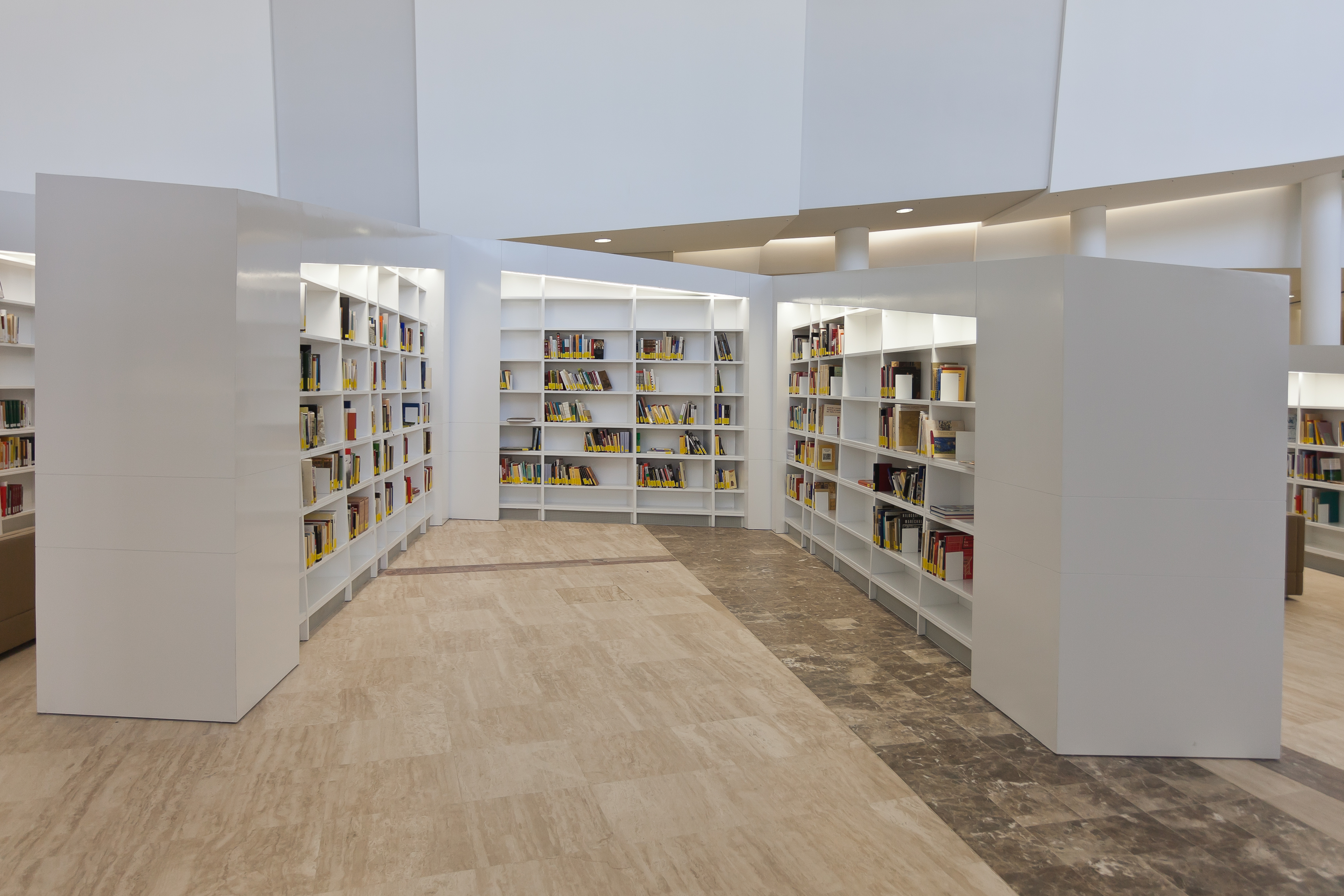
Interior.

La biblioteca també custodia els fons del Consello da Cultura Galega: Arquivo da Emigración Galega. Arquivo Sonoro de Galicia i el Centre de Documentació Sociolingüística.

## Fons i col·leccions
La Biblioteca de Galícia custòdia les biblioteques personals de Xesús Alonso Montero, Celso Collazo Lema, Isaac Díaz Pardo, Basilio Losada, Luis Losada Espinosa, Rodolfo Núñez de las Cuevas i Agustín Sixto Seco.
La col·lecció de l'hemeroteca històrica comença amb el primer diari publicat a Galícia, El Catón Compostelano. Aquesta hemeroteca inclou tant capçaleres publicades a Galícia com el l'emigració (Caras y Caretas, El Eco de Galicia...).
La cartotecai nclou els fons que ingressen per dipòsit legal des de l'any 2008, a més de la col·lecció de mapes de Carlos Díaz i Alicia Castro. Aquesta col·lecció inclou la majoria dels mapes antics impresos des del segle xvi (190 mapes) amb exemplars com els d'Ojea o la Carta Xeométrica de Galicia de Domingo Fontán. També en 2008 el geògraf Nuñez de las Cuevas donà la seva col·lecció bibliogràfica que inclou 387 mapws. Entre ells hi ha mapes realitzats en la Segona Guerra Mundial com el realitzats per l'exèrcit alemany quan non estava complet el Mapa Topogràfic Nacional. També hi destaca el mapa usat per l'Estat Major del general Dwight D. Eisenhower, en 1945, indicant les distintes zones d'acció i ocupació d'Alemanya pels diferents països aliats.
A la biblioteca també s'hi guarden fons gràfics, sonors i audiovisuals.